# Hammadi Ahmad Al-Daeeaa
Hammadi Ahmad Al-Daeeaa (Samarra, 18 ottobre 1989) è un calciatore iracheno, attaccante dell'Al-Quwa Al-Jawiya.

## Palmarès

### Club

#### Competizioni nazionali
- Coppa dell'Iraq: 1

Al Quwa Al Jawiya: 2015-2016